# Čuvaši
Čuvaši jsou turkický národ žijící v Ruské federaci, zejména v Čuvašsku, kde tvoří 70 % obyvatel, dále v Tatarstánu a Baškortostánu a zemích bývalého SSSR. Jazykově jsou potomky či příbuznými volžských Bulharů.
Čuvaština patří do západoturkických jazyků, do ogurské neboli bulgarské skupiny . Čuvaštinou hovoří celkem 1,5–2 miliony lidí. Obsahuje tři nářečí: anatri, bulgar a virjal.
Čuvaši vyznávají křesťanství a své původní náboženství, typově zařaditelné k animismu.